# ورود به بازار
ورود به بازار (انگلیسی: Go to market) یا راه‌برد ورود به‌بازار برنامه‌ی یک سازمان است که با استفاده از منابع بیرونی‌اش (مانند نیروهای فروش و توزیع‌کنندگان) ارزش پیش‌نهادی یک‌تای خود را به‌مشتریانش عرضه کند و مزیت رقابتی به‌دست بیاورد. هدف نهایی این برنامه ارتقاء تجربه‌ی کلی مشتری با عرضه‌ی یک محصول فوق‌العاده و/یا قیمتی رقابتی‌تر است.